# Cordel (textil)

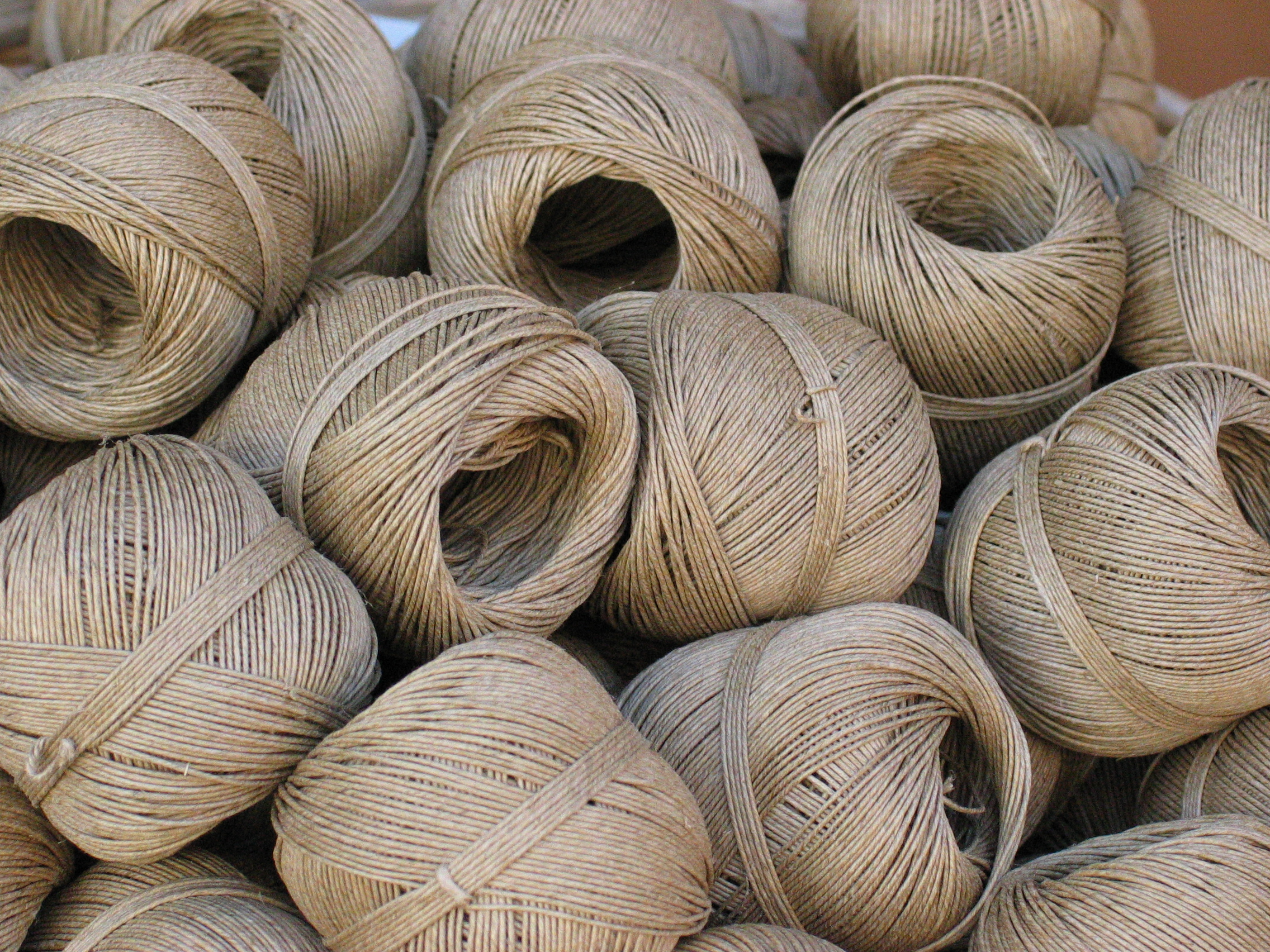
Carrete de cordel.

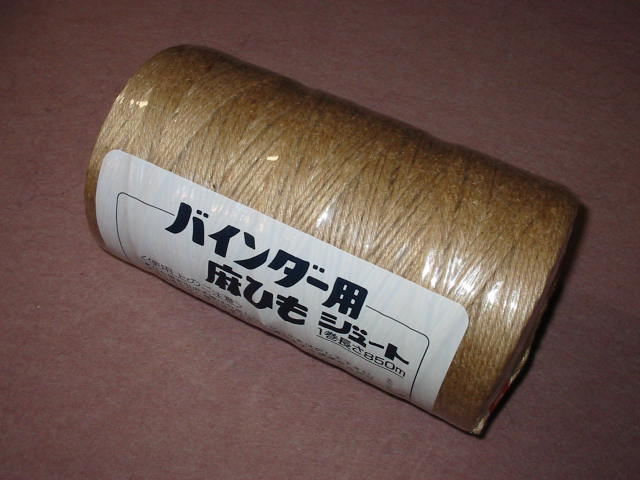
Cordel de yute.

Un cordel (del catalán cordell)es una cuerda compuesta por dos o más pequeños filamentos o hilos retorcidos. De manera más general, el término puede ser aplicado para cualquier cuerda.
Las fibras naturales utilizadas para hacer cordeles incluyen algodón, yute, cáñamo, sisal, henequén y fibra de coco. Una variedad de fibras sintéticas pueden ser utilizadas.

## Cordel prehistórico
La invención del cordel es al menos tan importante como el desarrollo de herramientas de piedra para los primeros humanos. De hecho, la arqueóloga americana Elizabeth Wayland Barber ha llamado al desarrollo del hilo, que puede hacerse mucho más fuerte y más largo que las fibras que lo componen, "la revolución del hilo".  El cordel podría usarse para sujetar puntas y hojas a flechas, lanzas, arpones y otras herramientas y para hacer trampas, bolsas, cabestrillos para bebés, redes de pesca y caza y aparejos marinos, sin mencionar para asegurar leña, transportar bienes y anclar. carpas y refugios. El hilo es la base de la fabricación de tejidos y cuerdas. El hilo se ha fabricado con pelo de animal, incluidos tendones humanos y material vegetal, a menudo a partir del tejido vascular de una planta (conocido como líber), pero también corteza e incluso semillas, por ejemplo algodoncillo. Sin embargo, a diferencia de las herramientas de piedra o metal, la mayoría de los cordeles no se encuentran en el registro arqueológico porque están hechos de materiales perecederos que rara vez sobreviven con el tiempo. Dado que a menudo las mujeres trabajan con fibra, la desaparición de cordeles, cestas y textiles significa que la importancia de las innovaciones y el trabajo de las mujeres durante el Paleolítico superior (hace 50.000-10.000 años) se ha minimizado en el registro. De hecho, el descubrimiento de cuentas antiguas y la datación de los viajes por mar hasta hace al menos 60.000 años sugiere que la "revolución de las cuerdas" podría haber ocurrido mucho antes que el Paleolítico Superior. Hace unos 58 000 años en el sur de África se utilizaba bramante de plantas para manipular puntas de piedra.
Se han descubierto restos de cordones paleolíticos en algunos lugares: la cueva Dzudzuana de Georgia (30.000 años), el sitio Ohalo II de Israel (19.000 años),  y la cueva de Lascaux en Francia (17.000 años). En 2016, una pieza tallada de marfil de mamut con tres agujeros, fechada en 40.000 años, fue desenterrada en el sitio de Hohle Fels, famoso por el descubrimiento de estatuillas y flautas femeninas del Paleolítico. Se ha identificado como una herramienta para trenzar cuerdas. En las Américas, se han encontrado cuerdas en Windover Bog, en Florida, que datan de hace 8000 años. Un pequeño trozo de cordón descubierto en Abris du Muras, en el sureste de Francia, data de hace unos 50.000 años.
Las primeras representaciones de cordeles son pocas, pero una de las alrededor de 200 figuras de Venus que se han encontrado en Eurasia lleva una "falda de hilo" (la Venus de Lespugue, que data de hace 25.000 años). Barber señala que no solo está tallado en detalle cada torsión de las cuerdas, sino que también "el extremo inferior de cada cuerda [se muestra] deshilacharse en una masa de fibras sueltas (no es posible, por ejemplo, para un trozo retorcido de tripa o tendón). "
Otras pruebas del uso prehistórico del cordel son las impresiones sobre metal o cerámica y otros artefactos cerámicos. En la cueva de Fukui, Japón, estas impresiones datan de hace 13.000 años. Huellas de material tejido en arcilla encontradas en Dolni Vestonice I y varios otros sitios en Moravia datan de hace 26.000 años. y fueron encontrados junto con agujas y herramientas que se usaban para coser ropa y hacer redes para la caza de pequeños animales y pájaros.

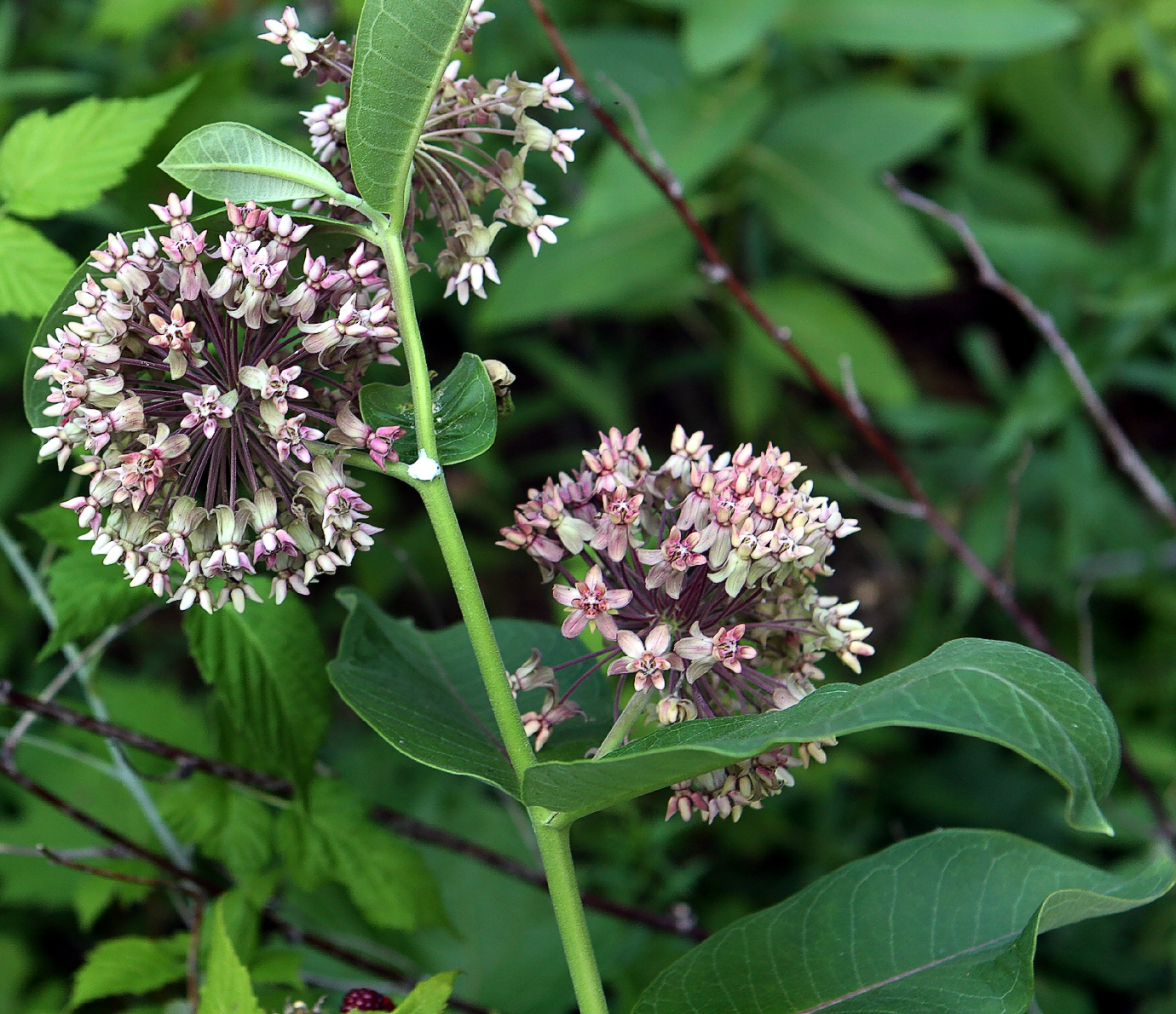
Asclepias syriaca, una planta utilizada en el pasado para elaborar cuerdas

Cuentas, así como conchas y dientes de animales con agujeros hechos por el hombre, también se han utilizado como evidencia indirecta de entrelazamiento, al igual que los plomos de las redes de pesca y las herramientas con marcas de desgaste del cordón. Se han encontrado cuentas con restos de hilo todavía atrapados en su interior.

## Fabricación histórica de cordeles
Cordel de encuadernación asegurando un fardo de heno
Después de que se inventó la técnica de hacer bramante a mano, se desarrollaron varios implementos para producir hilo para la producción textil como husillos, ruecas y telares para hilar y tejer y herramientas para hacer bramante y cordel.

## Proceso de trenzado
El proceso de trenzado comienza con el cordaje, que puede ser cualquier forma de combinación de fibras sin torcer, retorcidas o trenzadas. Un cordón se forma retorciendo al menos una capa de material o trenzando varias capas. El número de capas y el tipo de material se presta a la denominación del tipo y estructura del cordel. Una capa simple es aquella que está hecha de una sola hebra o manojo de material que se hila en la misma dirección, mientras que una capa compuesta se crea torciendo varias hebras o manojos de material individualmente y luego hilandolos juntos en direcciones opuestas entre sí.
Una vez que se produce el cordel, se puede utilizar para producir otras formas de función, más comúnmente textiles y cestería . El hilo hilado luego se combina mediante un proceso llamado trenzado para producir ambos tipos de objetos. Los componentes principales de este proceso de trenzado se conocen como urdimbre y trama o base y puntada. Los objetos creados con este método utilizando diversas técnicas también pueden albergar una decoración estructural única. El paso sistemático de la deformación puede crear imágenes o modificaciones con patrones. En acompañamiento de modificaciones de urdimbre, teñidoo se pueden usar materiales de colores naturales para acumular patrones. Se pueden crear diferencias de textura en objetos entrelazados mediante el espaciado intencional de las hebras implementadas en el tejido. Por último, se pueden incorporar al objeto otros materiales auxiliares para mayor detalle como bordados, plumas, apliques, etc.

## Clasificación de objetos entrelazados
Existen varios medios primarios para clasificar objetos como hilos, textiles y cestas creadas con entrelazado. La forma en que se espacian las filas de trama se puede definir como abierta, cerrada o una combinación de las dos. Estos términos identifican la proximidad de las filas de trama entre sí y la variación en este espaciado intencional. La forma en que la urdimbre y la trama están interconectadas crea diferentes arreglos compositivos. Estos arreglos pueden ser simples, diagonales o ambos. La última clasificación principal proviene de la dirección en la que se retuerce la trama. Esto se denota como retorcido-S (S-twist) y retorcido-Z (Z-twist) o ambos. En el retorcido en S, las hebras parecen subir cuando se giran hacia la izquierda y el giro en Z parece subir cuando se giran hacia la derecha.
Las clasificaciones adicionales que suelen registrar los antropólogos pueden incluir el ancho de las hebras, la cantidad de hebras que se utilizan juntas para formar la urdimbre o la trama, la cantidad de hileras de urdimbre y trama por centímetro unitario y la anchura de los espacios en la trama. filas. Los métodos de preparación, composición y creación también son de gran importancia.

## Cordel de pita
Se llama pita a la hilaza extraída de las hojas de varias especies del género Agave, sobre todo las Agave de América, Agave fétida y Agave de México, aunque pueden provenir de otras especies vegetales, como el abacá.
Las hojas de estas plantas contienen una inmensa cantidad de hebras paralelas reunidas por un mucílago. Para obtener esta hilaza, sea en América, sea en el mediodía de Europa, se chafan las hojas entre dos rodillos, se lavan los hilos, se hacen secar y se peinan. La hilaza así peinada es blanca y lustrosa, y reemplaza con ventaja al cáñamo en la fabricación de los cordajes para la marina; con ella se hacen también cuerdas finas y coloradas, telas de embalaje y telas más finas, tapetes, etc.

## Aplicaciones
El cordel se utiliza, entre otras cosas:
- para asegurar o fijar envases (como bolsas con cierre de cordón) y embalajes,
- para fabricar redes de diversos deportes (arcos de baloncesto, porterías de hockey,
- para formar parte de juguetes como la cometa, o los ovillos con que juegan los gatos,
- para fabricar piezas de bisutería y artesanía,
- para practicar cabuyería,
- en huertos, para marcar las parcelas y sujetar las plantas,
- en el hogar, como línea de ropa, para asientos de sillas.

## Galería de imágenes

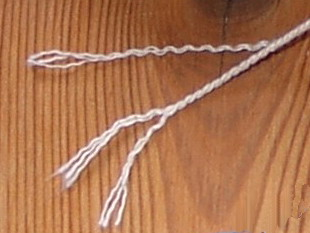
Hilo múltiple
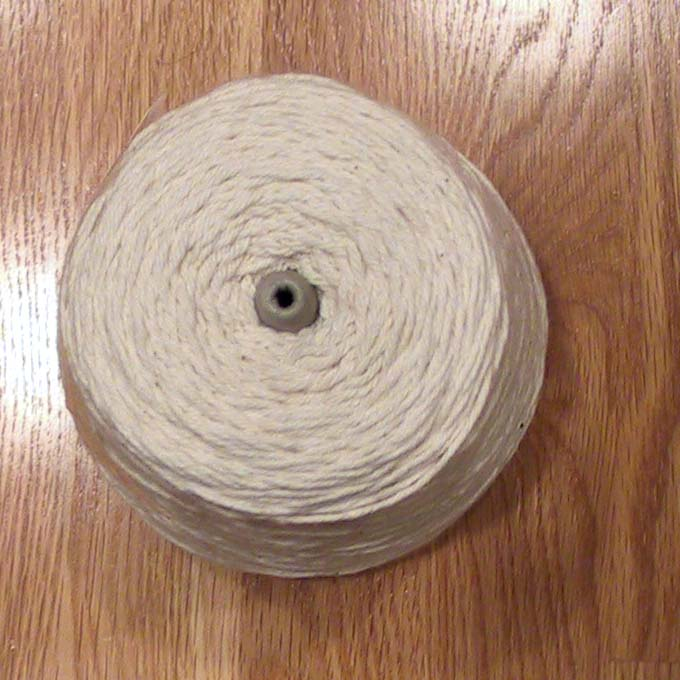
Cordel enrollado
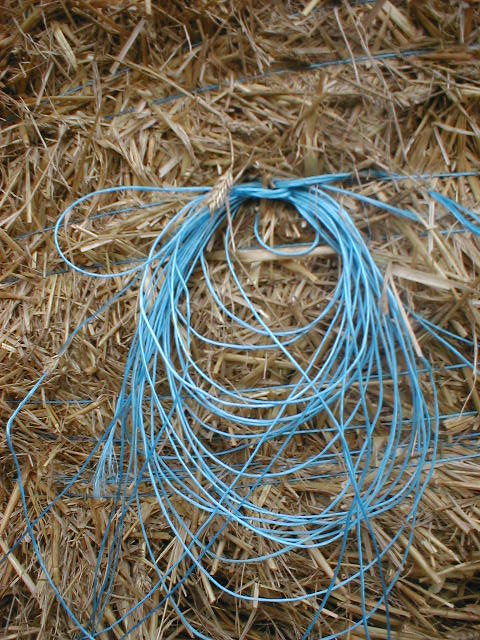
Cordel de colores
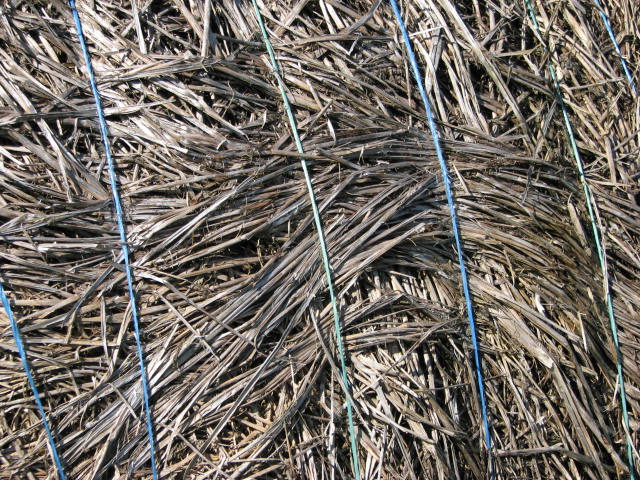
Fardos de heno atados con cordel
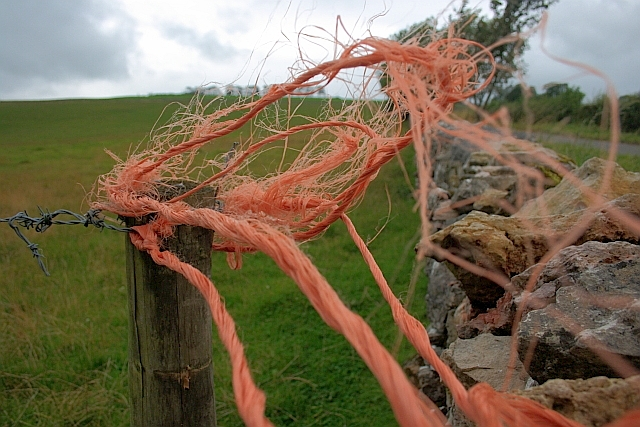
Cordel de colores en un vallado
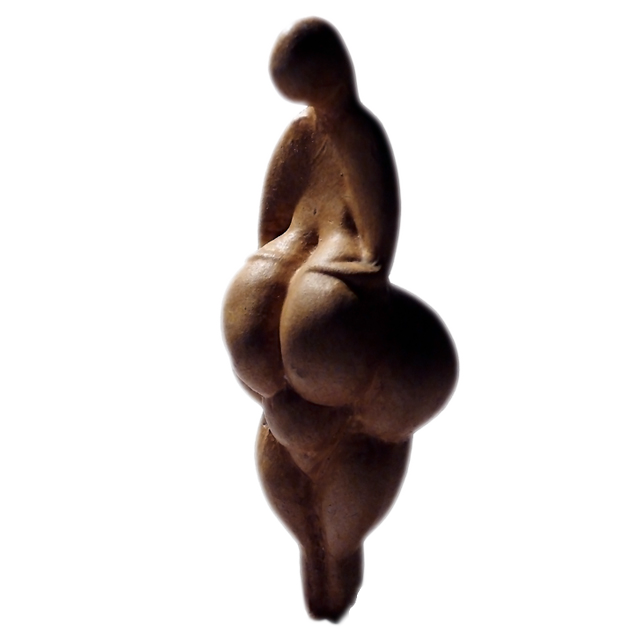
Venus de Lespugue, que lleva  una "falda de hilo"
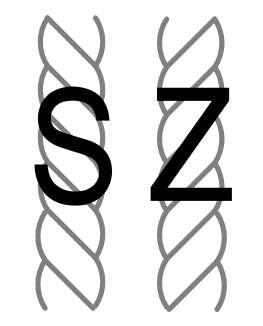
El hilo o cordel a menudo se etiqueta en inglés como S-twist o S-laid (para giro a la izquierda) y Z-twist o Z-laid (para giro a la derecha), debido a la respectiva izquierda y derecha de la secciones centrales de estas dos letras